# بروس فورسایت
بروس فورسایت (انگلیسی: Bruce Forsyth; ۲۲ فوریهٔ ۱۹۲۸ – ۱۸ اوت ۲۰۱۷) بازیگر و مجری تلویزیون اهل بریتانیا بود.
از فیلم‌ها یا برنامه‌های تلویزیونی که وی در آن نقش داشته‌است می‌توان به ستاره! اشاره کرد.